# Gingsheim
Gingsheim korábbi község Franciaországban, Bas-Rhin megyében. Lakosainak száma 353 fő (2018. január 1.). Gingsheim Gougenheim, Duntzenheim, Hohatzenheim, Hohfrankenheim, Wingersheim és Wingersheim les Quatre Bans községekkel határos.
2016. január 1-jén három másik korábbi községgel egyesült és az így létrejött Wingersheim les Quatre Bans új község része lett.

## Népesség
A település népességének változása:
| Lakosok száma | 231  | 244  | 237  | 282  | 268  | 318  | 334  | 347  | 350  | 353  |
|               | 1962 | 1968 | 1975 | 1982 | 1990 | 2008 | 2013 | 2015 | 2017 | 2018 |